# Evangeline French
Evangeline Frances French nota come Evangeline Frances "Eva" French, in lingua cinese 馮貴珠 (nome alternativo Feng Guizhu 馮貴珠 (1869 – Shaftesbury, 8 luglio 1960) è stata una missionaria britannica protestante che operò in Cina nelle file della Missione della Cina interna (CIM).

## Biografia
Evangeline nacque in Algeria, figlia maggiore di una coppia britannica, John Erington French e sua cugina di primo grado Frances Elizabeth French. Eva, come veniva chiamata, venne educata in una scuola secondaria a Ginevra in Svizzera. Quando la famiglia, in seguito, tornò in Inghilterra, Eva apparentemente non amava la rigida e provinciale società vittoriana. Si definiva "fervida nichilista, incipiente comunista, bolscevica embrionale". Sorprese la sua famiglia quando divenne cristiana e decise di diventare una missionaria per il CIM. La società missionaria, inizialmente, la trovò troppo anticonvenzionale nell'educazione e eccessivamente alla moda nel vestire, ma alla fine la accettò e venne assegnata alla missione dello Shanxi in Cina.
Dopo sette anni trascorsi in Cina, la ribellione dei Boxer, nell'estate del 1900, la costrinse a fuggire dalla Cina ma vi fece ritorno nel 1902. Nella sua missione di Huozhou 霍州, nello Shanxi, strinse una collaborazione permanente con Mildred Cable che era da poco arrivata. Fu raggiunta dalla sorella minore Francesca, nel 1908, dopo la morte della loro madre.
La Cable e le sorelle French viaggiarono costantemente nella zona circostante e divennero note come il "trio". Dopo 20 anni trascorsi a Huozhou, pensavano che la missione avrebbe dovuto essere consegnata ai capi cinesi e le tre si sarebbero candidate a lavorare in una Cina occidentale relativamente sconosciuta, in gran parte musulmana. Sebbene ci fossero dubbi che le donne dovessero essere assegnate a questa regione, la loro proposta fu finalmente accettata nel 1923.

La sede del "trio" era a Jiaquan, nell'estremo occidente della provincia di Gansu, evidenziata in questa mappa.

## Viaggi in Asia centrale
Per i successivi tredici anni, come scrisse Mildred Cable: "Andammo dal fiume Ejin a Turfan, da Jiuquan a Chuguchak, ... trascorremmo lunghi anni a seguire rotte commerciali, scoprendo deboli tracce di carovane, cercando innumerevoli sentieri ed esplorando le oasi più nascoste ... Cinque volte attraversammo l'intera estensione del deserto del Gobi, ed eravamo diventate parte di esso".

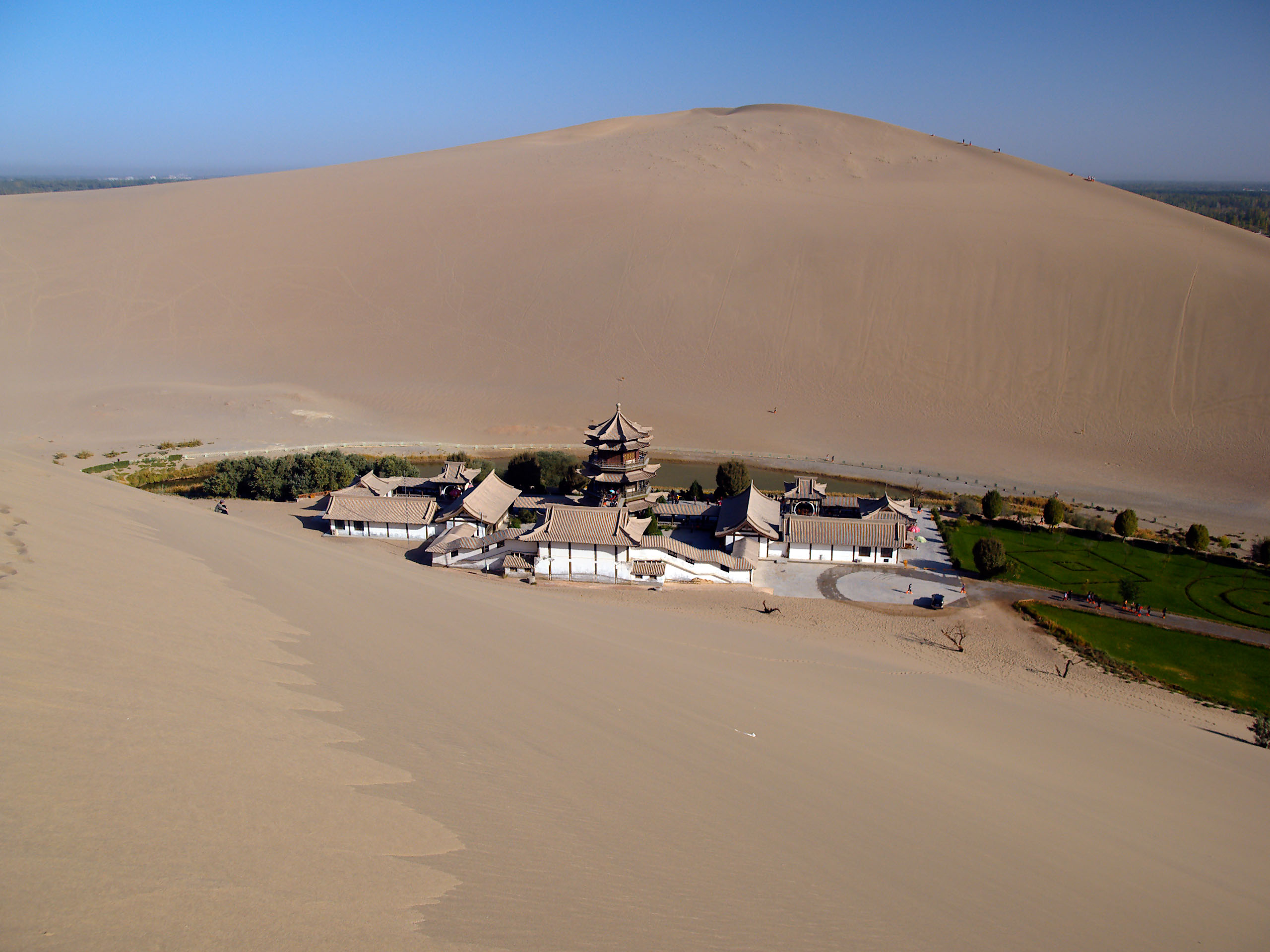
Il lago Crescent fu una delle oasi visitare dal "trio".

Nel giugno del 1923, tutte e tre partirono per l'Asia centrale da Huozhou. Viaggiando per 2.414 km., nei successivi otto mesi, evangelizzarono lungo il tragitto e raggiunsero Zhangye (allora chiamata Kanchow). Zhangye era l'ultima città all'interno della Grande muraglia cinese. Trovarono un evangelista cinese che stava già lavorando lì e, su sua richiesta, organizzarono una scuola biblica durante l'inverno. Quando arrivò l'estate erano di nuovo sulla strada, seguendo il corridoio Hexi verso ovest, questa volta con alcuni dei credenti cinesi che avevano convertito. Affittarono case per loro e un edificio per adibirlo a chiesa, nel Jiuquan, che in seguito sarebbe stata la loro sede. Dal Jiuquan viaggiarono molto, vendendo e distribuendo Bibbie e letteratura cristiana ed estendendo il loro raggio d'azione ai villaggi tibetani nella provincia del Qinghai, agli accampamenti mongoli e alle città musulmane nella provincia dello Xinjiang. Studiarono la lingua uigura per comunicare con le donne musulmane, la massima priorità dei loro sforzi missionari, anche se sembra che abbiano fatto pochissime convertite tra loro.
Le tre erano donne indipendenti, volitive e audaci. Eva French venne criticata per aver dato l'Eucaristia alla sua congregazione cinese a Natale del 1924, dicendo che era considerata una prerogativa maschile. Sconcertata dalle critiche, Mildred Cable fece la stessa cosa nella Pasqua seguente. Il loro modo di viaggiare in Asia centrale differiva dalle spedizioni contemporanee di esploratori come Aurel Stein e Sven Hedin, che viaggiavano con grandi carovane scortate da guardie armate. Il "trio" caricava il carro con letteratura religiosa e attraversava la Via della seta da solo o con alcuni colleghi cinesi.
I rapporti interpersonali tra di loro erano che "Mildred era la 'figura paterna', Francesca la madre, ed Eva la volitiva, pungente e meravigliosa bambina".
Per tornare in Inghilterra in congedo, viaggiarono attraverso la Siberia e al loro ritorno intrapresero un viaggio di un anno nello Xinjiang (allora noto come Turkestan cinese). Lungo il tragitto giunsero in una strada che era controllata da un capo musulmano cinese, Ma Zhongying, che le prese in ostaggio affinché curassero le sue ferite. Nel 1932, fecero il loro primo viaggio nel Gobi, dove la Cable fu gravemente ferita da un calcio sferratole da un asino. Il trio lasciò la Cina, per l'ultima volta nel 1936, e non fu in grado di tornare perché, nell'agosto del 1938, signore della guerra locale ordinò a tutti gli stranieri di lasciare il Gansu e lo Xinjiang. Il trio si ritirò nel Dorset. Eva si assunse la responsabilità primaria di prendersi cura di un orfano cinese sordomuto, chiamato "Topsy", che il trio aveva adottato. Essa era molto meno una figura pubblica della Cable e della sorella Francesca, note autrici e relatrici. Tuttavia, sembra essere stata la più schietta nell'evangelizzazione e a favore del lavoro delle donne. Evangeline morì a Shaftesbury nel Dorset in Inghilterra, l'8 luglio 1960.

## Opere
- Dispatches from North-West Kansu (1925) (by Mildred Cable and Francesca French)
- Through Jade Gate and Central Asia (1927) (by Mildred Cable and Francesca French)
- Something Happened (1933) (by Mildred Cable and Francesca French)
- A Desert Journal: Letter from Central Asia (1934) (by Evangeline French, Mildred Cable, and Francesca French)
- Ambassadors for Christ (1935)
- Toward Spiritual Maturity: A Handbook for Those Who Seek It (1939)
- A Parable of Jade (1940)
- The Gobi Desert (1942) (by Mildred Cable and Francesca French)
- The Book which Demands a Verdict (1946)
- George Hunter, Apostle of Turkestan (1948)
- W. J. Platt, Three Women: Mildred Cable, Francesca French, Evangeline French: The Authorized Biography (1964).